# 羅東溪
羅東溪是蘭陽溪南岸的最大支流，上游也稱為寒溪，中游又名廣興溪，起源自大元山東北麓，流經宜蘭縣大同鄉、冬山鄉、三星鄉與羅東鎮等鄉鎮，為三星鄉與冬山鄉之界河。
羅東溪有番社坑溪（又名古魯溪，起源自番社坑山）、打狗溪（起源自烏帽山）、安農溪與大坑溪（起源自大湖桶山）等支流。番社坑溪與打狗溪兩溪在四方林附近匯合，安農溪與大坑溪在阿里史附近匯合，於鹿埔城附近匯入羅東溪主流，主流於蘭陽大橋前（三星鄉清洲附近）注入蘭陽溪。
安農溪與大坑溪流經三星鄉精華區域，提供三星鄉農業所需之水源，安農溪可泛舟，亦建立自行車道，其流域為三星鄉觀光與農業之根本。羅東溪流經冬山鄉之流域，有梅花湖、冬山三清宮等著名觀光景點。

## 參照
- 台灣河流列表
- 蘭陽溪
- 梅花湖
- 冬山三清宮

## 外部連結
- 羅東溪休閒農業區 農業易遊網 （页面存档备份，存于）
- 蘭陽溪流域 （页面存档备份，存于），內有羅東溪詳細的支流與流域圖
- 羅東溪生態檢核工作坊 民眾參與生態觀察體驗 水利署第一河川局 （页面存档备份，存于）